# Berner Elle
Die Berner Elle war ein Längenmass im Kanton Bern der Schweiz. Sie konnte in Halbe, Viertel und Achtel, aber auch in Drittel und Sechstel geteilt werden. Die Elle war nicht, wie sonst üblich, der doppelte Fuß, also der zweifache Berner Schuh lang. Elle und Fuß standen im Verhältnis von 72 zu 133.
- 1 Berner Elle = 240,139 Pariser Linien =  0,5417 Meter

Der Umrechnungsfaktor zur wichtigen Langenthaler Elle betrug rund 0,869. 